# Heiko Strohmann

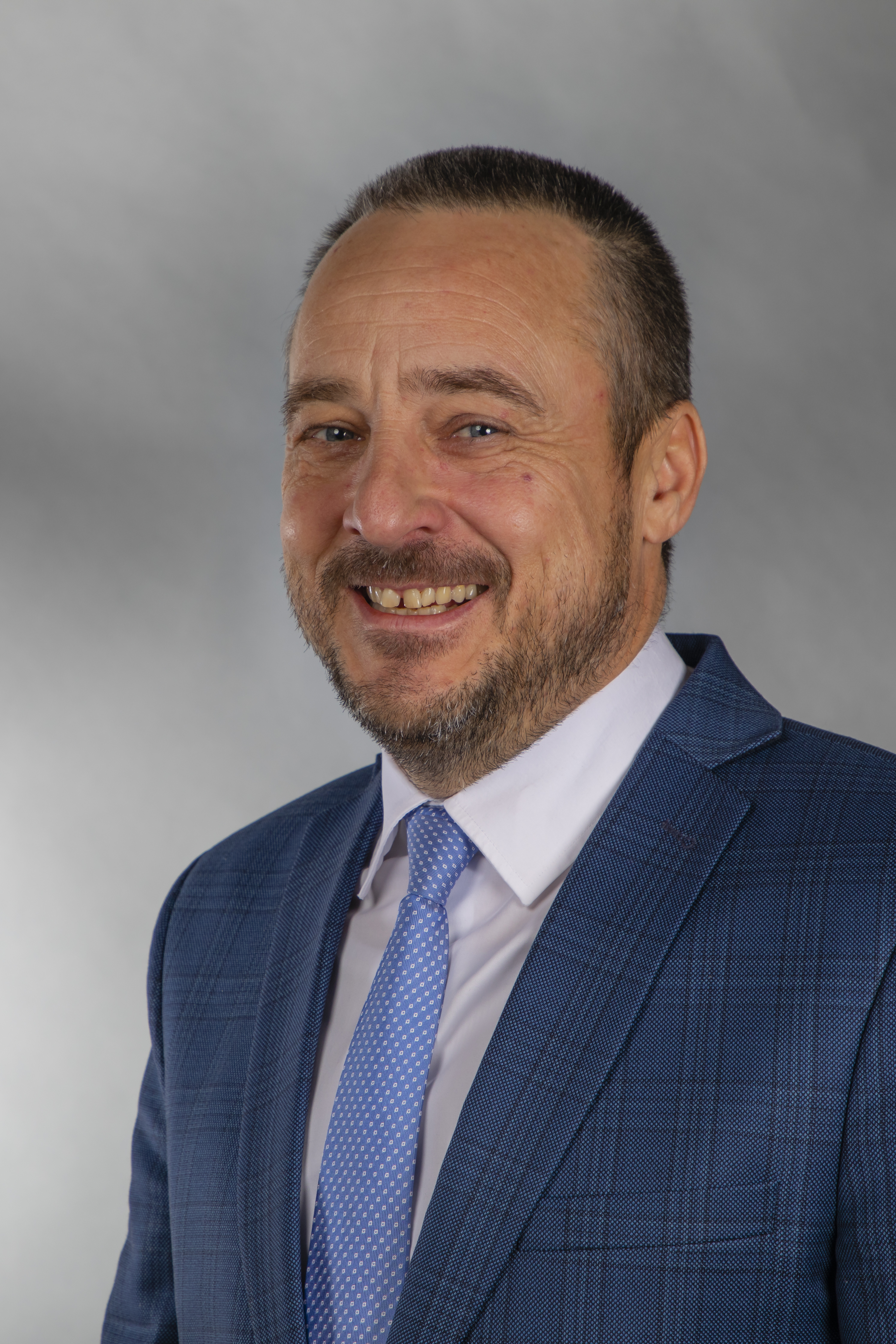
Heiko Strohmann (2019)

Heiko Strohmann (* 8. März 1968 in Rostock) ist ein deutscher Politiker (CDU), seit 1999 Abgeordneter der Bremischen Bürgerschaft und seit 2023 Vorsitzender der CDU Bremen. Von 2013 bis 2021 war er Landesgeschäftsführer der CDU Bremen. Von 2021 bis 2023 war er CDU-Fraktionsvorsitzender in der Bremischen Bürgerschaft und damit Oppositionsführer.

## Biografie

### Familie, Ausbildung und Beruf
Strohmann wuchs in der DDR auf. Nach der zehnjährigen Polytechnischen Oberschule folgte für Strohmann von 1984 bis 1987 eine Berufsausbildung mit Abitur zum Schiffsbetriebsschlosser. Trotz des erfolgreichen Abschlusses wurde ihm anschließend ein Universitätsstudium verweigert. Nach der Ausbürgerung lebt er seit 1989 in Bremen. Seit 1990 ist er selbstständig und gründete einen Firmenverband von Brezelbäckereien.
Strohmann ist verheiratet und hat vier Töchter.

### Politik
Strohmann ist seit dem 28. Juni 1999 Abgeordneter in der Bremischen Bürgerschaft.

Er war zeitweise vertreten im Haushalts- und Finanzausschuss (Land und Stadt), Rechnungsprüfungsausschuss (Land und Stadt) und im Betriebsausschuss „Umweltbetrieb Bremen“ sowie in der staatlichen und städtischen Deputation für Mobilität, Bau und Stadtentwicklung.
Strohmann war Fraktionssprecher für Verkehr, Stadtentwicklung und Aussiedler und stellvertretender Vorsitzender des Fraktionsarbeitskreises für Bau.
Von 2002 bis 2007 war er Landesgeschäftsführer der CDU Bremen, von 2007 bis 2013 stellvertretender Vorsitzender der Bürgerschaftsfraktion seiner Partei. Außerdem ist er Vorsitzender des CDU-Stadtteilbezirkverbands Westen. Am 13. Juli 2021 wurde er als Nachfolger von Thomas Röwekamp zum Vorsitzenden der CDU-Fraktion in der Bremischen Bürgerschaft gewählt. In diesem Amt folgte ihm im Juni 2023 Frank Imhoff.

### Weitere Mitgliedschaften
- Strohmann ist seit 1999 Präsident des Sportvereins Grambke-Oslebshausen
- Er ist Mitglied des Verwaltungsrates der Bremer Stadtreinigung